# 伊藤行記
伊藤 行記（いとう ゆきのり、1958年（昭和33年）1月1日 - ）は、日本の実業家。あいちフィナンシャルグループ代表取締役社長、あいち銀行代表取締役会長。

## 来歴
三重県出身。1980年名古屋大学経済学部卒業。山崎研治ゼミ出身。同年中央相互銀行（現・あいち銀行）入行。愛知銀行名古屋駅前支店長、東京支店長、事務統括部長、取締役証券外国部長等を経て、2017年から常務取締役を務め、中期経営計画策定にあたった。2019年代表取締役頭取に就任。問題解決型営業の展開を進めた。
2022年10月には愛知銀行と中京銀行の共同持株会社として発足した、あいちフィナンシャルグループの代表取締役社長に就任した。
2025年1月、あいち銀行の発足に伴い頭取に就き、あいちFG社長と兼務する。

## 経歴
- 1980年（昭和60年）3月 - 名古屋大学経済学部卒業[5]。
- 1980年（昭和60年）4月 - 中央相互銀行（後の愛知銀行）に入行[5]。
- 1998年（平成10年）6月 - 愛知銀行事務部事務管理課長に就任[5]。
- 2001年（平成13年）6月 -同行事務統括部システム企画グループリーダーに就任[5]。
- 2003年（平成15年）6月 - 同行名古屋駅前支店長に就任[5]。
- 2005年（平成17年）6月 - 同行東京支店長に就任[5]。
- 2007年（平成19年）6月 - 同行事務統括部副部長に就任[5]。
- 2010年（平成22年）6月 - 同行事務統括部長に就任[5]。
- 2013年（平成25年）6月 - 同行取締役業務監査部長に就任[5]。
- 2015年（平成25年）6月 - 同行取締役証券外国部長に就任[5]。
- 2017年（平成29年）6月 - 同行常務取締役に就任[5]。
- 2019年（令和元年）6月21日 - 同日付で矢澤勝幸頭取が退任した後を受けて、後任として昇格[5]。
- 2020年（令和2年）6月 - キタン会理事[9]。
- 2022年（令和4年）10月 - あいちフィナンシャルグループ代表取締役社長に就任。
- 2025年（令和7年）1月 - あいち銀行代表取締役頭取に就任。
- 2025年（令和7年）4月 - あいちフィナンシャルグループ代表取締役社長のまま、あいち銀行代表取締役会長に就任。